# Alburnus attalus
Alburnus attalus е вид лъчеперка от семейство Шаранови (Cyprinidae). Видът е застрашен от изчезване.